# Olin J. Eggen
Olin Jeuck Eggen (Orfordville, 9 luglio 1919 – Canberra, 2 ottobre 1998) è stato un astronomo statunitense.

## Biografia
Olin Jeuck Eggen nacque da genitori di origine norvegese, Olin Eggen e Bertha Clare Jeuck, a Orfordville, nella contea di Rock, in Wisconsin, nel 1919. Si laureò nel 1940 presso l'Università del Wisconsin-Madison. Dopo aver prestato servizio militare presso il servizio segreto statunitense OSS durante la seconda guerra mondiale, tornò all'università, conseguendo il dottorato in astrofisica nel 1948.
Divenne noto come uno dei migliori astronomi osservativi del suo tempo. Nel 1962 pubblicò un lavoro con Donald Lynden-Bell e Allan Sandage, che gli conferì notorietà, nel quale i tre suggerirono che la Via Lattea si fosse originata dal collasso di una nube di gas. Fu il primo ad introdurre il concetto delle correnti stellari. Nel 1985 ricevette la Henry Norris Russell Lectureship dall'American Astronomical Society.
Nel corso della sua carriera, lavorò presso l'osservatorio Lick (1948–1956), l'osservatorio di Greenwich (1956–1961), il Caltech, l'osservatorio di Monte Wilson (1961–1966), l'osservatorio di Monte Stromlo, l'Australian National Observatory (1966–1977) e l'osservatorio di Cerro Tololo (1977–1998).
È stato membro della Royal Astronomical Society (di cui è stato vice-presidente nel biennio 1971-1972), dell'Astronomical Society of Australia di cui è stato presidente nel biennio 1971-1972) e della Società astronomica del Pacifico; dall'Australian Institute of Physics, ha ricevuto la Pawsey Memorial Lectureship.
Dopo la sua morte, è stato scoperto che era stato in possesso di documenti storici di notevole importanza che erano andati apparentemente perduti per decenni dall'osservatorio di Greenwich, inclusi i cosiddetti "Neptune file", legati alla rivendicazione della scoperta di Nettuno. Durante la sua vita, Eggen aveva negato di esserne in possesso.
Presso l'Università del Wisconsin-Madison è presente un archivio di documenti personali e della corrispondenza di Eggen; tra i documenti più significativi, quelli relativi alla costruzione dei primi grandi telescopi dell'emisfero australe nel secondo dopoguerra.
In suo onore, l'Università Nazionale Australiana ha istituito una borsa di studio nel 2000 per studenti internazionali che vogliano svolgere il percorso di dottorato presso la scuola di ricerca in astronomia e astrofisica dell'università.